# Haplocladium stratosum
Haplocladium stratosum är en bladmossart som beskrevs av Hugh Neville Dixon 1938. Haplocladium stratosum ingår i släktet Haplocladium och familjen Thuidiaceae. Inga underarter finns listade i Catalogue of Life.